# Happiness (film)
Happiness is een Amerikaanse zwarte komedie/dramafilm uit 1998 onder regie van Todd Solondz, die het verhaal zelf schreef. De première vond plaats in Frankrijk op het Filmfestival van Cannes. De productie won tien filmprijzen, waaronder de FIPRESCI Prijs van het Filmfestival van Cannes voor de manier waarop het controversiële onderwerpen aanpakt en in beeld brengt.

## Verhaal
Happiness gaat over een aantal schijnbaar doorsnee, normale mensen die allemaal op de een of andere manier elkaars leven kruisen en simpelweg op zoek lijken naar wat geluk. Wanneer de camera ieder van hen afzonderlijk gaat volgen, komen er bij de een na de ander onderdelen van hun leven aan het licht die variëren van gênant, meelijwekkend en lachwekkend tot verwerpelijk.
 Zo laat de verlegen romanticus Joy Jordan keer op keer over zich heen walsen in haar zoektocht naar een leuke man. Haar populaire zus Helen kan iedere man krijgen die ze wil en is een gevierd schrijfster, maar is zichzelf ervan bewust dat ze simpelweg eenzelfde foefje blijft herhalen. Wanneer de bedeesde, seksueel gefrustreerde kantoorklerk Allen haar stiekem belt met hijgtelefoontjes, raakt ze openlijk geïntrigeerd in plaats van gechoqueerd.

Onderwijl lijkt Joy en Helens andere zus Trish gelukkig getrouwd met kinderen en haar huisje, boompje en beestje bij elkaar te hebben. Zij en haar man Bill hebben alleen al in geen tijden meer seks gehad met elkaar. Hoewel de twee een liefdevol huwelijk hebben, is hij dan ook vooral geïnteresseerd in de vriendjes van hun zoontje Billy, op wie hij zijn pedofiele lusten bot wil vieren. Billy zelf maakt zich er vooral druk over dat hij schijnbaar het enige jongetje van zijn klas is dat nog nooit een orgasme heeft gehad.

## Rolverdeling
| Acteur                 | Personage          |
| ---------------------- | ------------------ |
| Jane Adams             | Joy Jordan         |
| Dylan Baker            | Dr. Bill Maplewood |
| Cynthia Stevenson      | Trish Maplewood    |
| Lara Flynn Boyle       | Helen Jordan       |
| Jared Harris           | Vlad               |
| Philip Seymour Hoffman | Allen              |
| Camryn Manheim         | Kristina           |
| Ben Gazzara            | Lenny Jordan       |
| Louise Lasser          | Mona Jordan        |
| Jon Lovitz             | Andrew Kornbluth   |
| Molly Shannon          | Nancy              |